# Pehardovac
Pehardovac je naseljeno mjesto u Republici Hrvatskoj u Zagrebačkoj županiji. 

## Zemljopis
Administrativno je u sastavu općine Dubrava. Naselje se proteže na površini od 2,31 km².

## Stanovništvo
Prema popisu stanovništva iz 2001. godine u Pehardovcu živi 16 stanovnika i to u 10 kućanstvu. Gustoća naseljenosti iznosi 6,93 st./km².
| broj stanovnika |       |       |       |       |       |       | 60    | 138   | 161   | 164   | 135   | 61    | 57    | 45    | 16    | 4     | 3     |
|                 | 1857. | 1869. | 1880. | 1890. | 1900. | 1910. | 1921. | 1931. | 1948. | 1953. | 1961. | 1971. | 1981. | 1991. | 2001. | 2011. | 2021. |